# ソフトバンク苫東安平ソーラーパーク
ソフトバンク苫東安平ソーラーパーク（ソフトバンクとまとうあびらソーラーパーク）は、北海道勇払郡安平町にある太陽光発電所。この項目では、ソフトバンク苫東安平ソーラーパーク2についても記載している。

## 概要
ソフトバンク苫東安平ソーラーパークは、ソフトバンクグループのSBエナジーと三井物産による共同事業であり、双方50 %ずつ出資して設立した「苫東安平ソーラーパーク」が運営している。第三セクター「苫東」の所有地を賃借（一部取得）している。総出力は日本国内最大級となる約111 MW (111,000 kW)であり、一般家庭の年間消費量約30,000世帯分の電力を発電する。全量を北海道電力に売電している。
安平川を挟んだ対岸にはソフトバンク苫東安平ソーラーパーク2があり、SBエナジーと三菱HCキャピタルによる共同事業であり、双方50 %ずつ出資して設立した「苫東安平ソーラーパーク」が運営している。蓄電池を併設した太陽光発電所としては日本国内最大規模であり、一般家庭の年間消費量約19,800世帯分の電力を発電する。

## 設備
ソフトバンク苫東安平ソーラーパークは、444,024枚の東芝製ソーラーパネルを設置しており、10,572台の架台で支えている。パワーコンディショナーは79基ある。ソーラーパネルの角度30度、高さは最も低い所で地上1 mで取り付けている。ソフトバンク苫東安平ソーラーパークでは14枚のソーラーパネルを繋いて1つのグループとしており、12グループ（ソーラーパネル168枚）分を1つの接続箱に集めている。この接続箱4箱分を1つの集積箱に集め、さらに集積箱8箱分をパワーコンディショナーに集めている。変電所では66,000 V (66 kV)に昇圧して北海道電力の鉄塔に送っている。
ソフトバンク苫東安平ソーラーパーク2も東芝製のソーラーパネルを設置しているほか、蓄電池容量約19,000キロワット (19 MW)のリチウム (Li)イオン電池を併設している。また、東芝三菱電機産業システム (TMEIC; 本社: 東京都中央区) 製の制御システムを導入し、ソーラー出力と蓄電池の充放電を統合制御している。

## 参考資料
- “ソフトバンク苫東安平ソーラーパーク” (PDF).  SBエナジー. 2017年8月7日閲覧。